# Триазоляти
Триазоляти - це солі, отримані з триазолу заміною протона на катіон. Існують різні ізомери - 1,2,4-триазоляти або 1,2,3-триазоляти, обидва з яких є ненасиченими гетероциклічними кільцевими сполуками, що містять три атоми азоту. Основна формула C2N3H2−. Скорочення - "tz".
Відомі сполуки включають цинк і природні мінерали міді - чанабаяїт і триазоліт.
Тризолят є тридентатним лігандом і може утворювати комплекси з металами через три атоми азоту. Це дозволяє утворювати полімери або металеві органічні каркасні сполуки. Триазолят також може бути заміщений на своїх атомах вуглецю.